# Masanobu Izumi
Masanobu Izumi (japonsko 泉 政伸), japonski nogometaš in trener, * 8. april 1944, Hirošima, Japonska.
Za japonsko reprezentanco je odigral eno uradno tekmo.